# Strada statale 87 Sannitica
La strada statale 87 Sannitica è una strada statale italiana che, nel suo itinerario attuale, collega i comuni di Benevento e Termoli.
Tra l'intersezione con la SS17 (bivio di Guardiaregia) ed il bivio di Vinchiaturo fino al 2013 aveva preso numerazione e denominazione della SS17, per poi tornare a quelli della Sannitica.

## Storia

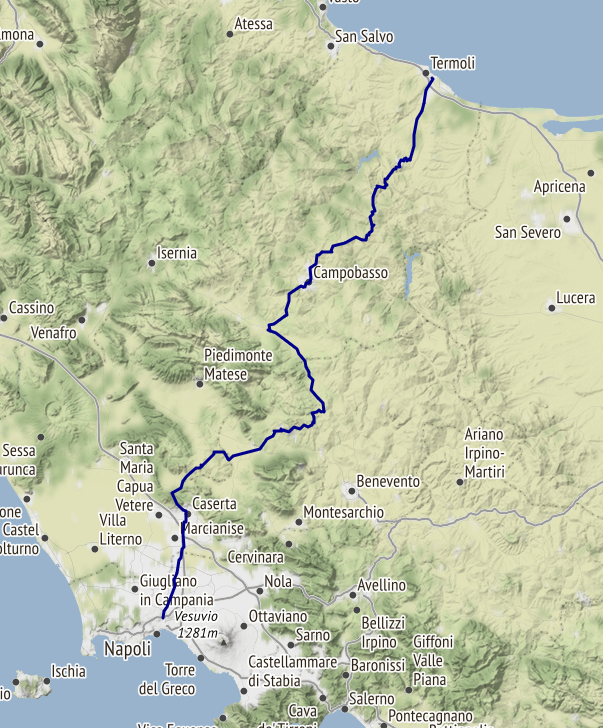
Il tracciato originale, avente inizio a Napoli

La strada statale 87 venne istituita nel 1928 con il seguente percorso: "Napoli-Caserta-Caiazzo-Guardia Sanframondi-Bivio presso Ponte Landolfo con la strada n. 88-Vinchiaturo-Campobasso-Larino-Innesto con la n. 16 presso Termoli."
La strada, dismessa dall'ANAS fino alla fine dell'abitato di Caivano, è passata per la maggior parte alla competenza dei comuni e successivamente, ai sensi dei recenti piani di razionalizzazione conseguenti alla riforma del decreto legislativo n. 112 del 1998 attuato il 17 ottobre 2001, i rimanenti tratti extraurbani sino a Pontelandolfo sono passati in gestione alle province.
La gestione ANAS si ha quindi dal km 78,573 al Km 221,183, cioè per l'intero percorso attuale.
Ad oggi al tracciato originario è stato aggiunto il tratto tra Pontelandolfo e Benevento prima appartenente alla strada statale 88 dei Due Principati, dando così alla strada inizio in Benevento all'intersezione con la strada statale 372 Telesina come strada statale 87 e fine in Termoli con immissione sulla strada statale 16 Adriatica.

## Elenco delle località attraversate dal percorso storico riclassificato

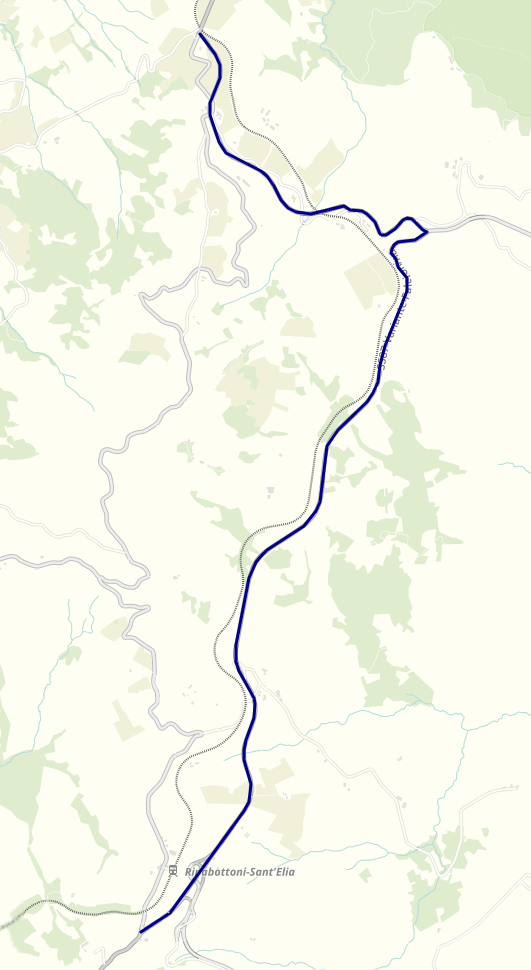
Il tracciato della SS87 var Falcionina

In parentesi è indicata la/e denominazione/i che il tratto assume nel comune in caso di passaggio per il centro abitato oppure la riclassificazione e la numerazione attribuita dal nuovo ente gestore (ove conosciuta):
- Napoli (calata Capodichino, via Francesco de Pinedo, via provinciale di Caserta)
- Casavatore (località Parco delle Acacie, via Taverna rossa)
- Casoria (via Guglielmo Marconi, via Principe di Piemonte, via Sannitica)
- Afragola (via Nazionale)
- Cardito (via Pietro Donadio)
- Caivano (corso Umberto I, già corso principe Umberto)
- Caivano (S.P. 498 della Città metropolitana di Napoli)
  - incrocio con l'asse di supporto Pomigliano - Villa Literno
- Marcianise (S.P. 336-I della Provincia di Caserta)
  - innesto sulla ex S.S. 265 dei Ponti della Valle (S.P. 335-III)
- San Marco Evangelista (S.P. 335 e S.P. 336 della Provincia di Caserta)
- San Nicola la Strada (S.P. 335 e S.P. 336 della Provincia di Caserta)
- Caserta (S.P. 336-II, viale Carlo III)
- Castel Morrone
- Piana di Monte Verna (S.P. 336-II della Provincia di Caserta)
- Caiazzo (S.P. 336-III della Provincia di Caserta)
- Ruviano (S.P. 336-III della Provincia di Caserta)
- Alvignanello (S.P. 336-III della Provincia di Caserta)
- Amorosi (S.P. 182 della Provincia di Benevento)
- Telese Terme (S.P. 182 della Provincia di Benevento, via Roma)
- Castelvenere (S.P. 182 della Provincia di Benevento)
- Guardia Sanframondi (S.P. 182 della Provincia di Benevento)
- Pontelandolfo (S.P. 182 della Provincia di Benevento)

## Principali comuni del percorso attuale
- Benevento (inizio da SS372)
- Pontelandolfo
- Morcone
- Campobasso
- Larino
- Termoli (innesto con la SS16)

## Tratta ascorrimento veloce
| Sannitica (Tratto a scorrimento veloce: dal km 78,5 al km 117,4) |                                                 |       |           |
| Tipo                                                             | Indicazione                                     | Km    | Provincia |
|                                                                  | Benevento                                       | 78,5  | BN        |
| Caianello (A1 Milano-Napoli)                                     |                                                 | 78,5  | BN        |
|                                                                  | Torrecuso Aeroporto                             | 78,7  | BN        |
|                                                                  | Inizio tratto "Superstrada"                     | 79,1  | BN        |
|                                                                  | Fragneto Monforte Fragneto L'Abate              | 86,9  | BN        |
|                                                                  | Fine tratto "Superstrada"                       | 88,3  | BN        |
|                                                                  | Castelpagano Circello Casalduni Campolattaro    | 89,0  | BN        |
|                                                                  | Pontelandolfo Campolattaro Lago di Campolattaro | 92,6  | BN        |
|                                                                  | Piana Morcone                                   | 96,0  | BN        |
|                                                                  | Zona Industriale Morcone                        | 99,3  | BN        |
|                                                                  | Santa Croce del Sannio                          | 101,7 | BN        |
|                                                                  | Sassinoro                                       | 104,4 | BN        |
|                                                                  | Cercemaggiore San Giuliano del Sannio Sepino    | 108,9 | CB        |
|                                                                  | Foggia Bologna - Taranto Guardiaregia           | 117,3 | CB        |
|                                                                  | Campobasso                                      | 117,4 | CB        |